# 红城水古城址
37°13′27″N 106°25′00″E / 37.2241°N 106.4167°E
红城水古城址，位于宁夏回族自治区吴忠市同心县下马关镇红城水，是中华人民共和国宁夏回族自治区文物保护单位之一。
2005年9月15日，授予宁夏回族自治区文物保护单位，是一座古遗址。